# Neuvy-Grandchamp
Neuvy-Grandchamp é uma comuna francesa na região administrativa de Borgonha-Franco-Condado, no departamento Saône-et-Loire. Estende-se por uma área de 50,4 km². Em 2010 a comuna tinha 773 habitantes (densidade: 15,3 hab./km²).